# 杨全红
杨全红（1972年—），男，汉族，山西孝义人，中华人民共和国政治人物。现任天津大学化工学院教授，博士生导师。第十四届全国政协委员。